# HRK Katarina Mostar
HRK Katarina je ženski rukometni klub iz Mostara. Među uspješnijim su hrvatskim klubovima iz BiH. Klupska adresa je dr Ante Starčevića 34, Mostar.

## Povijest
Klub je osnovan 1995. godine.
2007. je osvojio Kup BiH i bile su doprvakinje. Juniorke su dotad triput uzastopce bile prve.
2010./2011. je godine pobijedio u četvrtzavršnici Ilidžu 25:21 (13:11) te izborile završni turnir. HRK Katarina je bila domaćin. Igrale su još Borac iz Banje Luke, HŽRK Ljubuški i Mira iz Prijedora.
Natjecala se u europskim kupovima. 2005./06. su igrale u Challenge Cupu. 2007./08. su u Kupu pobjednica kupova prošle dva kruga, a u osmini završnice ih je dvama teškim porazima od 44:14 u Larviku (Tine Kristiansen 21 pogodak) i 17:38 u Mostaru pobijedio norveški Larvik. 2011./12. ih je u dvjema utakmica pobijedio francuski sastav Toulon Saint Cyr Var Handball 16:28 u Mostaru i 43:16.

## Uspjesi
- Kup BiH:
  -  Pobjednik (2): 2007., 2011.[4]

## Poznate igračice
- Ćamila Mičijević

## Treneri
- Sanja Bajgorić[5]

## Vanjske poveznice
- European Cup
- HRK Katarina
- Klupski blog